# Ancylotropus montanus
Ancylotropus montanus är en stekelart som först beskrevs av Girault 1928.  Ancylotropus montanus ingår i släktet Ancylotropus och familjen Eucharitidae. Inga underarter finns listade i Catalogue of Life.